# 淡水商圈
淡水商圈位於新北市淡水區的商業區，區域以淡水區沿河地帶為界，東以台北捷運淡水為始，沿中山路、中正路一帶的淡水老街以及沿河道路三條東西向道路為主軸，一路向西延伸至淡水古蹟博物館(今紅毛城)。主要以當地的美食與觀光為主。

## 商圈概況
淡水商圈可及性高，交通便利，且富有天然景觀價值，以外在消費為主。目前產業主要以在地美食與觀光為主，舉辦的活動皆可與商圈產業發展相契合。
淡水老街的商家們從對在地文化的熱愛與疼惜，因注入文化、創意經營自己的商店。而公所也從旁給予商圈協助，為吸引更多的旅客駐足在淡水一宿，因而考慮將老街與山上的休閒農場串連，透過接駁、導覽、體驗形成套裝行程，來推銷淡水。
商圈歷史文化豐富度較低，但在台灣的歷史文化中佔有特殊地位，因此淡水有豐富的歷史文化內涵和寺廟洋樓古蹟。其中，紅毛城更是國家的國定古蹟，也是淡水歷史文化的表徵，更可視為見證台灣三百餘年滄桑的縮影，另外每年淡水的清水祖師爺繞境活動鎮民宴客，促使外地客到訪，增加商機。商圈內已建設相關的形象標誌及解說系統，且景緻豐富度高，有觀音山及淡水河相伴。
淡水商圈有多條路線往鄰近的曲，包括樹林、金山、台北市等。亦可自行開車，由台北大業路→關渡→竹圍→直行至淡水中正東路，依標指示前進即可抵達。此外淡水未來在解決聯外交通系統改善部分，有5大計劃將陸續規劃展開，分別是：淡水河北側快速道路、淡江大橋興建計畫、八里到新店快速道路、輕軌捷運計畫、芝投公路等計畫。

## 周邊觀光資源
1. 漁人碼頭
2. 渡船頭
3. 淡水紅樹林
4. 紅毛城
5. 滬尾砲台公園
6. 前清淡水關稅務司官邸（小白宮）
7. 淡江中學八角塔
8. 馬偕文物醫館
9. 真理大學
10. 淡水禮拜堂
11. 淡水紅樓
12. 淡水龍山寺
13. 淡水清水巖

## 相關網站
- 淡水區公所 （页面存档备份，存于）
- 淡水古蹟博物館
- 新北市形象商圈-淡水商圈